# Vera Filatova
Vera Filatova (en ucraniano: Віра Філатова; nacido el 6 de noviembre de 1982), también conocida como Vera Graziadei, es una actriz ucraniana-británica. Ha interpretado a Elena en la serie de culto Peep Show de Channel 4 junto a David Mitchell y Robert Webb, a Eva en Lesbian Vampire Killers con James Corden y Mathew Horne; y Svetlana en un drama de cinco partes de la BBC1, The Deep, junto a Minnie Driver, James Nesbitt y Goran Višnjić.

## Vida personal
Filatova se educó en Brighton College, y está casada con el arquitecto italiano Robin Monotti Graziadei. Viven en Londres con su hijo y su hija.

## Carrera
Los créditos televisivos de Filatova incluyen The Last Detective (ITV), All About Me (BBC One), The Bill, Spooks, The Pagan Queen (USA), Agatha Christie: Poirot (ITV), Blue Murder, The Deep (BBC1), Me and Mrs Jones (BBC1). Apareció en la película de comedia de terror de 2009 Lesbian Vampire Killers con James Corden y Matthew Horne, e interpretó a Elena en la serie 6 de la comedia de Channel 4 Peep Show junto a David Mitchell y Robert Webb.

## Filmografía

### Películas
| Año  | Título                  | Papel                        | Notas              |
| ---- | ----------------------- | ---------------------------- | ------------------ |
| 2006 | Children of Men         | Líder de la tribu            |                    |
| 2009 | Lesbian Vampire Killers | Eva                          | Protagonista       |
| 2009 | The Pagan Queen         | Teta                         | Protagonista       |
| 2012 | Line of Fire            | Irina                        | Cortometraje       |
| 2013 | The Look of Love        | Monika                       |                    |
| 2016 | The Exit                | Aisla                        | Cortometraje       |
| 2019 | The Silence             | Vera                         | Cortometraje       |
| 2020 | White Light             | Poet                         | Cortometraje       |
| 2020 | The Book of Vision      | Rivka Sorkin / Sra. Dobileit | También productora |
| 2020 | They Who Surround Us    | Kalyna                       | Protagonista       |

### Televisión
| Año     | Título                   | Papel                | Notas                                                                   |
| ------- | ------------------------ | -------------------- | ----------------------------------------------------------------------- |
| 2007    | All About Me             | Petra                | Película de televisión                                                  |
| 2007    | The Last Detective       | Kasia                | "Dangerous Liaisons"                                                    |
| 2007    | The Bill                 | Rita Petrenka        | "Crash Test"                                                            |
| 2007    | Spooks                   | Anastasya Poselskaya | "6.6"                                                                   |
| 2009    | Blue Murder              | Tanya Lucas          | "Private Sins: Parts 1 & 2"                                             |
| 2009    | Peep Show                | Elena                | Protagonista (serie 6)                                                  |
| 2010    | Agatha Christie's Poirot | Olga Seminoff        | "Hallowe'en Party"                                                      |
| 2010    | The Deep                 | Svetlana             | Miniseroe de televisión                                                 |
| 2011    | Doctors                  | Petra Formosa        | "Safe Home"                                                             |
| 2012    | Me and Mrs Jones         | Inca                 | Protagonista                                                            |
| 2013    | Nameless Nobody          | Netochka Nezvanova   | Película de televisión                                                  |
| 2013–14 | Crackanory               | Irena / Virginia     | "The Translator & Road to Hell", "Let Me Be the Judge & I'm Still Here" |